# Kamyšník polní
Kamyšník polní (Bolboschoenus planiculmis) je vytrvalá plevelná rostlina vyrůstající na občas zaplavovaných územích včetně zemědělských pozemků.

## Taxonomie
V nedávné minulosti bylo zjištěno, že ohrožený kamyšník přímořský, rostoucí hlavně ve slaných mokřadech, je komplexem asi pěti druhů, které se od sebe odlišují také svým biotopem. Jeden z nich je kamyšník polní, rostoucí jako plevel na našich polích, a to i v relativně suchých místech.
Spolehlivé určení druhu vychází ze znaků na plodech, proto nejsou determinovány rostliny nekvetoucí nebo v plném květu. Morfologické znaky, počet a délka stopek a klásků, jsou použitelné pouze omezeně. Na řadě lokalit často roste pohromadě s kamyšníkem přímořským ve směsných populacích; v některých lze určit rostliny bez větších obtíží, v jiných převažují neurčité rostliny intermediálního charakteru, z nichž lze jen část spolehlivě určit.

## Výskyt
Roste v mírném podnebném pásu Evropy a Asie, kde roste od Dálného východu přes Sibiř až po Střední Evropu. Jeho rozšíření západním směrem končí převážně na západní hranici České republiky. Mimo území našeho státu se nachází nejblíže na severovýchodě Rakouska a jihozápadě Slovenska.
Vyskytuje se prvotně na přirozených stanovištích s kolísavou vodní hladinou, na březích rybníků a jezer, ve slepých nebo mrtvých ramenech řek a v přírodních proláklinách stejně jako podél vybudovaných přehradních nádrží a vodních kanálů. Druhotně se nyní intenzivně rozšiřuje i na suchozemská stanoviště, která jsou pouze dočasně podmáčená nebo zaplavovaná, např. při jarním tání sněhu nebo při letních deštích. Velice často zarůstá pole s rýží. Nejlépe roste na půdách neutrálních až mírně zásaditých, nezasolených až slabě zasolených.
V ČR je rozšířen v kukuřičných a řepařských oblastech převážně v Polabí a na jihu Moravy, často vyrůstá také na zavlažovaných pozemcích. Jeho výskyt je evidován již na více než 500 místech.

## Popis
Trojhranné, tuhé lodyhy, v horní části ostře trojhranné a drsné, jsou vysoké 0,5 až 1 m. Rostou z drobných, kulatých hlízek o průměru 1 až 2 cm, které narůstají na tenkých, tmavohnědých podzemních oddencích bohatě větveného kořenového systému. Oddenky rostou převážně do cca 10 cm pod povrchem půdy, zasahují však někdy i do hloubky až 60 cm. Podzemní hlízky slouží k vegetativnímu rozmnožování, rostlina jich ročně vytvoří 25 až 80. Hlízky pouze v prvém roce přijímají pomoci oddenků živiny z mateřské rostliny, v dalších létech oddenky spojují hlízky pouze mechanicky. Mladé škrobovité hlízky jsou jedlé, postupně zdřevnatí a pak se dají semlet na mouku.
Lodyhy jsou dvojí, s květy jsou v horní třetině až polovině bezlisté, nekvetoucí mají listy po celé délce. Listy bez řapíků vyrůstající z nahnědlé pochvy mají ostré, ploché, lysé, někdy drsné lineární čepele až 16 cm dlouhé a 2 až 10 mm široké, na vrcholu zašpičatělé. Květné lodyhy jsou zakončeny výrazně dlouhými, ve spirále vyrůstajícími listeny s drsným okrajem, rostoucími okolo květenství, kterým je stažená hlávka. V hustém společenství jiných rostlin, které je zastiňují, např. ostřic, trav nebo obilovin, vyrůstají převážně jen sterilní lodyhy bez květů.
Květenství je vytvořeno jedním nebo dvěma svazky rezavě hnědých vejčitých nebo podlouhle vejčitých klásků, vyrůstajících na vrcholu lodyhy. Klásky ve svazku nemají stopky, jsou přisedlé a vytvářejí stažené květenství. Jindy vedle těchto klásků vyrůstají ještě dvě až čtyři stopky, na kterých roste po jednom až třech kláscích. Stopky nejsou delší než dvojnásobek délky klásků bez stopek a počet klásků na stopkách je menší než přisedlých. Klásky mají šroubovitě uspořádané plevy, v jejichž paždí vyrůstají květy s obvykle 4 až 6 štětinkami opatřenými po stranách zpětně zahnutými háčky, nahrazujícími okvětí. Téměř všechny květy v klásku mají tři tyčinky dlouhé 3 až 4 mm s podlouhlými prašníky, svrchní semeník a pestík se štíhlými 2, nebo méně často se 3 čnělkami, zakončenými bliznami. Počet blizen ovlivňuje tvar plodu. Rostliny vykvétají od června do září.
Plodem jsou původně žlutobílé, po přezimování tmavohnědé heterokarpní vejčité nažky průměrně 3,5 mm dlouhé a 2,3 mm široké. Na spodní straně jsou ploché a na hřbetní straně promáčknuté nebo zploštělé a mají široce obvejčitý zobánek; během dozrávání jejich štětinky opadávají. Jsou obaleny oplodím s buňkami naplněnými vzduchem, což umožňuje jejich plavání (jsou rozšiřovány vodou při záplavách nebo ptáky). Občas se vyskytující nažky z květů ze třemi bliznami jsou zaobleně trojhranné.

## Rozmnožování
Jedno květenství poskytuje až do 150 semen, která klíčí až na jaře po zimní stratifikaci, kdy je v půdě dostatek vláhy a semena leží na povrchu nebo jen plytce v půdě. Nejlépe klíčí na pozemcích, kde dochází k lokálnímu podmáčení. Mladé semenáčky jsou v počáteční fázi růstu velmi malé a téměř unikají pozornosti. Za měsíc po vyklíčení již však vytvářejí nové oddenky a na nich již vyrůstají hlízky a z nich dále vyrůstají nové lodyhy. Protože v této fázi nemají kolem sebe ještě konkurenci ostatních plevelů, kterým většinou nadměrná vlhkost nesvědčí, vytvářejí velmi rychle zahuštěné porosty.
Druhý, častější, je vegetativní způsob rozmnožování pomoci hlízek, které jsou při zpracovávání půdy rozšiřovány do okolí. Hlízky v hloubce cca 10 cm za příznivých podmínek rychle klíčí, hlízky uložené hlouběji jsou zase schopny až 5 let přečkat v dormanci, tehdy nepřijímají vláhu a nepůsobí na ně žádné herbicidy. Vegetující hlízky jsou světlé, dormantní tmavohnědé.

## Plevelná rostlina
Kamyšník polní pro svůj zdárný růst vyžaduje světlo a prostor, proto zapleveluje převážně širokořádkové porosty jako polní zeleninu, cukrovou řepu, brambory a kukuřici; pokud se nelikviduje, je schopen se následujícího roku prosadit i v obilninách. Za příhodných podmínek vyrůstá v 1 m² 400 až 600 lodyh. K jeho rychlému šíření přispívá utužování spodních vrstev půdy těžkou mechanizací a postupné ucpávaní drenáží – vznikají tak občasně zaplavovaná místa, která jsou pro tuto rostlinu ideální. Jeho rozšiřování na ornou půdu bylo pozorováno teprve od roku 1990.
Kamyšník má na listech voskovou vrstvu, což mu pomáhá odolávat současným herbicidům, které zničí ostatní plevele a kamyšník tak navíc ztrácí konkurenci. Zvýšené dávky herbicidů popálí pouze listovou plochu, což vede ke zrychlené regeneraci a růstu nových rostlin z nezasaženého kořenového systému. Plečkování v širokořádkových plodinách vytrvalé plevele poškozuje, kamyšník však díky mohutnému systému kořenů i za sucha opět rychle obráží. Proto je nutno tento zásah opakovat několikrát v průběhu vegetace.
Dnes je kamyšník polní, který je ještě odolnější než ostatní druhy, u některých druhů plodin v určitých oblastech neřešitelným problémem; mnohde se stal dominantním plevelem. Při technologiích minimálního zpracování půdy, která je při mělké orbě zpracovávána jen do hloubky cca 10 cm, jsou sice rozrušeny kořeny, ale hlízky jsou naopak rozneseny po celém poli. Jako zatím nejúčinnější obrana, i když ne zcela postačující, se jeví klasická hluboká orba, která kořenový systém rozruší a hlízky i semena zaklopí do hloubky větší než 20 cm. Bohužel, pokud se dalším rokem hlízky a semena dostanou k povrchu, zase porostou.
Z důvodu dosud nevyřešené účinné ochrany se předpokládá další rozšiřování této plevelné rostliny.